# Fachschule für Technik Kassel
Die Fachschule für Technik Kassel e. V. ist eine gemeinnützige Einrichtung in der Stadt Kassel in Nordhessen, deren Mitglieder und Vorstand sich aus Vertretern der nordhessischen Industrie zusammensetzt. Der Verein wurde 1950 von Industriellen der Region gegründet, um dem enormen Ausbildungs- und Qualifizierungsbedarf jener Jahre gerecht zu werden und die Weiterbildung in Industrie und Mittelstand zu fördern.

## Geschichte
Ein großer Mangel an technischen Fachkräften und eine große Anzahl an Spätheimkehrern, die auf Weiterbildung drängten, führte im Jahr 1948 dazu, dass unter der Regie von   Friedrich Schwank und Hugo Sonnenberg technische Kurse durchgeführt wurden. Am 9. Mai 1950, wurde die Abendschule für Technik eröffnet, die zu dieser Zeit noch in der Volkshochschule Kassel eingegliedert war, wobei die Schuldträgerschaft ein Jahr später von der Stadt Kassel und der Industrie- und Handelskammer Kassel übernommen wurde.
Am 1. April 1958 schied die Abendschule schließlich aus dem Verbund der Volkshochschule Kassel aus, was dazu führte, dass die Kulturkommission einem Vertrag zwischen der Stadt Kassel und der IHK zur Gründung eines rechtsfähigen Vereins zustimmte.
Im Jahr 1969 erhielt die Abendschule die Anerkennung als staatlich genehmigte Ersatzschule vom Regierungspräsidenten und wurde zwei Jahre später schließlich in die Fachschule für Technik Kassel e. V. umbenannt.

## Tätigkeitsfelder
Neben den Meisterlehrgängen in den Bereichen Elektrotechnik, Kunststoff/Kautschuk, Mechatronik und Metall sowie dem Logistikmeister bietet die Fachschule unterschiedliche Fachwirtweiterbildungen sowie die Fortbildung zum technischen Betriebswirt. Auch im Bereich des Qualitätsmanagements lassen sich  Lehrgänge belegen. Hinzu kommen noch Kurse zum Thema Training und Coaching und der Fachkurs für die Ausbildereignung nach der AEVO.